# کریستیان ساینس مانیتور
کریستیان سایِنس مانیتور (انگلیسی: Christian Science Monitor) در سال ۱۹۰۸ تأسیس شد، از روزنامه‌های پرتیراژ چاپ شهر بوستون، ماساچوست، ایالات متحدهٔ آمریکا است. (CSM) معمولاً به عنوان مانیتور شناخته می‌شود، یک سازمان خبری غیرانتفاعی است که مقالات روزانه را به صورت الکترونیکی و همچنین یک نسخه چاپی به صورت هفتگی منتشر می‌کند. در سال ۱۹۰۸ به عنوان یک روزنامه روزانه توسط دانشمند مری بیکر ادی، بنیان‌گذار کلیسای مسیح، تأسیس شد. در سال ۲۰۱۱، تیراژ چاپ آن ۷۵۰۵۲ بود.
بر اساس وب سایت این سازمان، "رویکرد جهانی مانیتور بر مبنای توصیف مری بیکر ادی است و هدف او که "تقدس بشریت و نه آسیب بر ابناء بشر" را منعکس می‌کند. هدف درک خانواده بشری است، با این اعتقاد که فهم مشکلات و امکانات ما در جهان ما را به سمت راه حل‌ها سوق می‌دهد. کریستین ساینس مانیتور برنده هفت جایزه پولیتزر و بیش از دوازده جایزه باشگاه مطبوعاتی خارج از کشور شده‌است.

## گزارش

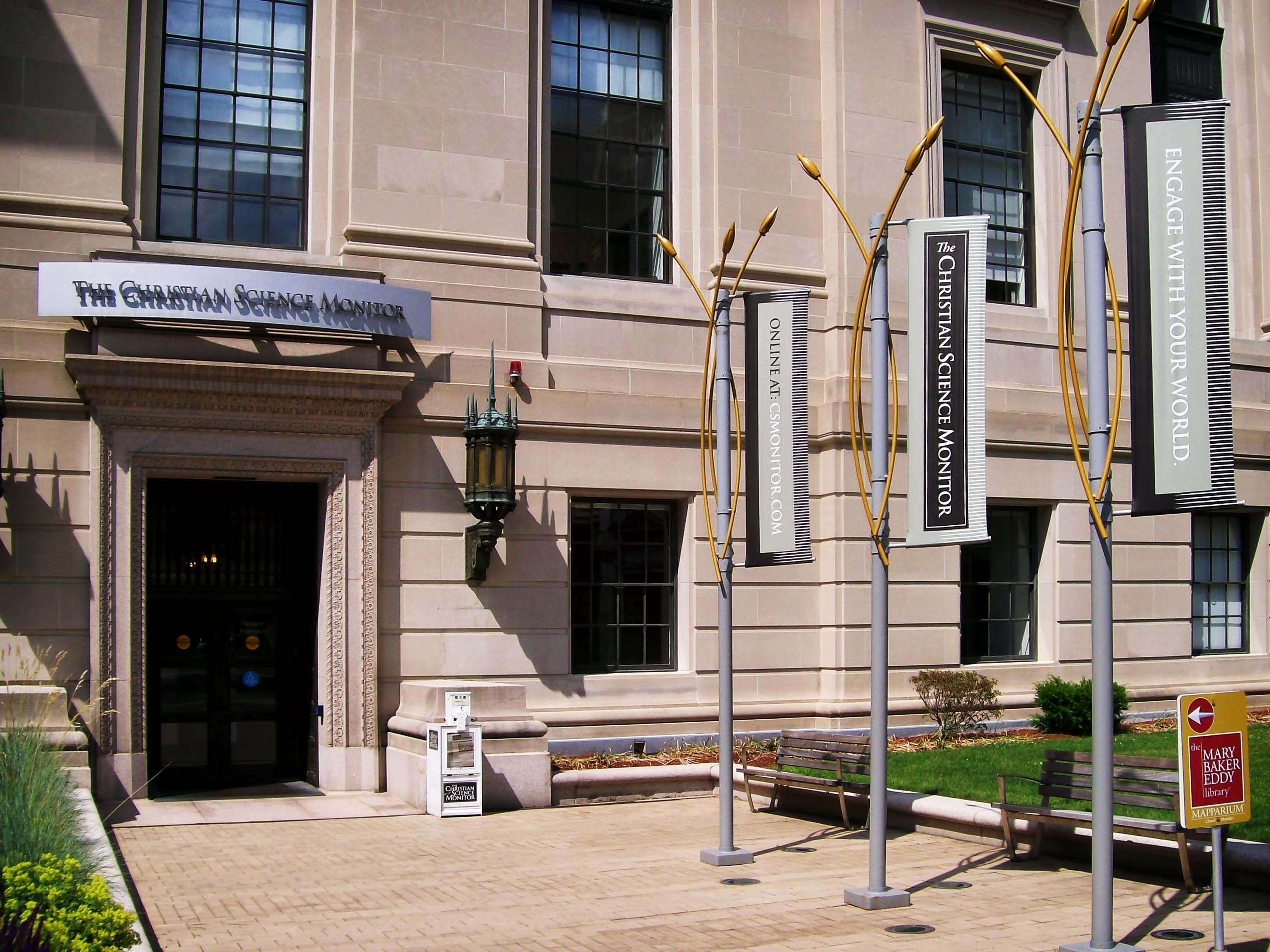
مقر مرکزی کریستیان ساینس مانیتور در خیابان ماساچوست در بوستون، ماساچوست

کریستیان ساینس مانیتور علیرغم نامش، روزنامه‌ای با مضمون مذهبی نیست و برعکس اسم خود دکترین کلیسای حامی خود را تبلیغ نمی‌کند. با این حال، به درخواست ادی بنیان‌گذار آن، یک مقاله مذهبی روزانه نزدیک به پایان هر شماره مانیتور منتشر می‌شود.
این روزنامه به دلیل پرهیز از احساسات گرایی، در مقالاتش به «برند خبرنگاری غیر هیستریک مشهور است.» در سال ۱۹۹۷، واشینگتن پست در گزارشی مانیتور را به دلیل پوشش عینی و آموزنده‌اش از اسلام به عنوان نشریه‌ای که منتقد سیاست ایالات متحده در امور خاورمیانه، است تحسین کرد.